# 丁仙芝
丁仙芝，字元祯，一作丁先芝，润州曲阿人（今江苏省丹阳市），唐开元十三年登進士第，后出仕至主簿、餘杭县尉等职，著作有《丁余杭集》二卷，已佚，全唐詩中存十四首。